# John Birmingham (astrònom)
John Birmingham   (1816 - Tuam, 7 de setembre de 1884) va ser un astrònom irlandès, geòleg aficionat, polímata i poeta. Va dedicar més de sis anys a viatjar per tot Europa, on va aprendre diverses llengües. En 1866 va descobrir l'estel nova recurrent T Coronae Borealis. Va estudiar i va escriure articles sobre els planetes, les pluges de meteors i les taques solars.

## Primers anys
Era fill d'Edward Birmingham i d'Elly Bell. Es va criar en Millbrook Estate, als voltants de Milltown, (Comtat de Galway) i es va educar a la Universitat de St. Jarlath en Tuam. Entre 1844 i 1854 va passar diversos anys viatjant a través d'Europa, i va pensar continuar els seus estudis a Berlín. En 1846 i 1847 va intervenir per pal·liar la fam en la seva localitat natal de Tuam. En 1852 va visitar Roma. Quan va tornar a Irlanda en 1854 va organitzar una xarxa de diaris i revistes en la qual va començar a contribuir amb articles científics i sobre altres assumptes. Els seus primers articles van fixar la seva atenció en les roques sedimentàries de l'oest d'Irlanda, servint de contribució a la Revista de la Societat Geològica de Dublín.
Va heretar part de la propietat de Millbrook (amb possessions en Galway i Mayo) en 1865, i es va instal·lar en Millbrook House amb dues ties ancianes i un oncle matern, Arthur Bell, qui el va ajudar en les seves recerques. Era conegut com un terratinent bondadós però també com a erudit i intel·lectual. En 1858 va començar a contribuir amb articles sobre astronomia en diaris locals. En Millbrook va construir el que el "Tuam Herald" va definir com una casa de fusta gran amb un sostre corredís, en el qual va instal·lar el seu primer observatori. El 12 de maig de 1866 va descobrir l'estel variable T Coronae Borealis en la constel·lació Corona Borealis. L'èxit d'aquesta troballa el va portar a adquirir un nou telescopi més potent, construït per Thomas Cooke de York (li va costar 120 lliures), muntant una lent feta per Thomas Grubb de Dublín.

## Cràter lunar Birmingham
En 1866, va escriure un assaig sobre la desaparició d'un cràter en la superfície de la lluna i la subsegüent aparició d'un vast núvol lluminós en el seu lloc. En la seva revisió de l'assaig, The Irish Times va comentar: “No coneixem cap article que contingui una quantitat igual de coneixements en tan breu espai, en un estil tan atractiu, la qual cosa el qualifica amb el segell dels homes conreats, eloqüents i de gust refinat combinat amb la genialitat.” En 1883, la Reial Acadèmia Irlandesa va atorgar a Birmingham una medalla d'or per les seves valuoses contribucions a les transaccions de la societat.
El cràter lunar Birmingham porta aquest nom en el seu honor.

## Estudi dels estels vermells
John Birmingham, utilitzant el seu telescopi refractor de 4.5-polzades (110 mm) fabricat per Cooke, va fer un estudi particularitzat dels estels vermells i va revisar i va estendre el Catàleg de Schjellerup d'estels vermells. Va incloure sis-cents cinquanta-vuit d'aquests objectes.
Va presentar aquest treball a la Reial Acadèmia Irlandesa en 1876 i va rebre la Medalla Cunningham. En 1881 va descobrir un estel vermell profund en la constel·lació del Cigne. Aquest estel va rebre el seu nom. Altres temes sobre els quals va publicar articles van ser la pluja de meteors, el trànsit de Venus i les taques solars. Va mantenir correspondència amb altres astrònoms importants.

## Epíleg
John Birmingham era fill únic. Mai es va casar, encara que se li atribueix una filla. Va morir en Millbrook Estate en 1884 i la seva casa va quedar posteriorment en ruïnes. L'única resta de les seves possessions és el seu telescopi, exhibit en el museu comunitari de Milltown.
No obstant això, en vida va ser molt conegut i respectat. Robert Ball va escriure sobre l'observatori de Birmingham en un dels seus llibres, mantenint nombrosos contactes amb William I. Wilson en l'Observatori de Dunsink.